# Veloroute

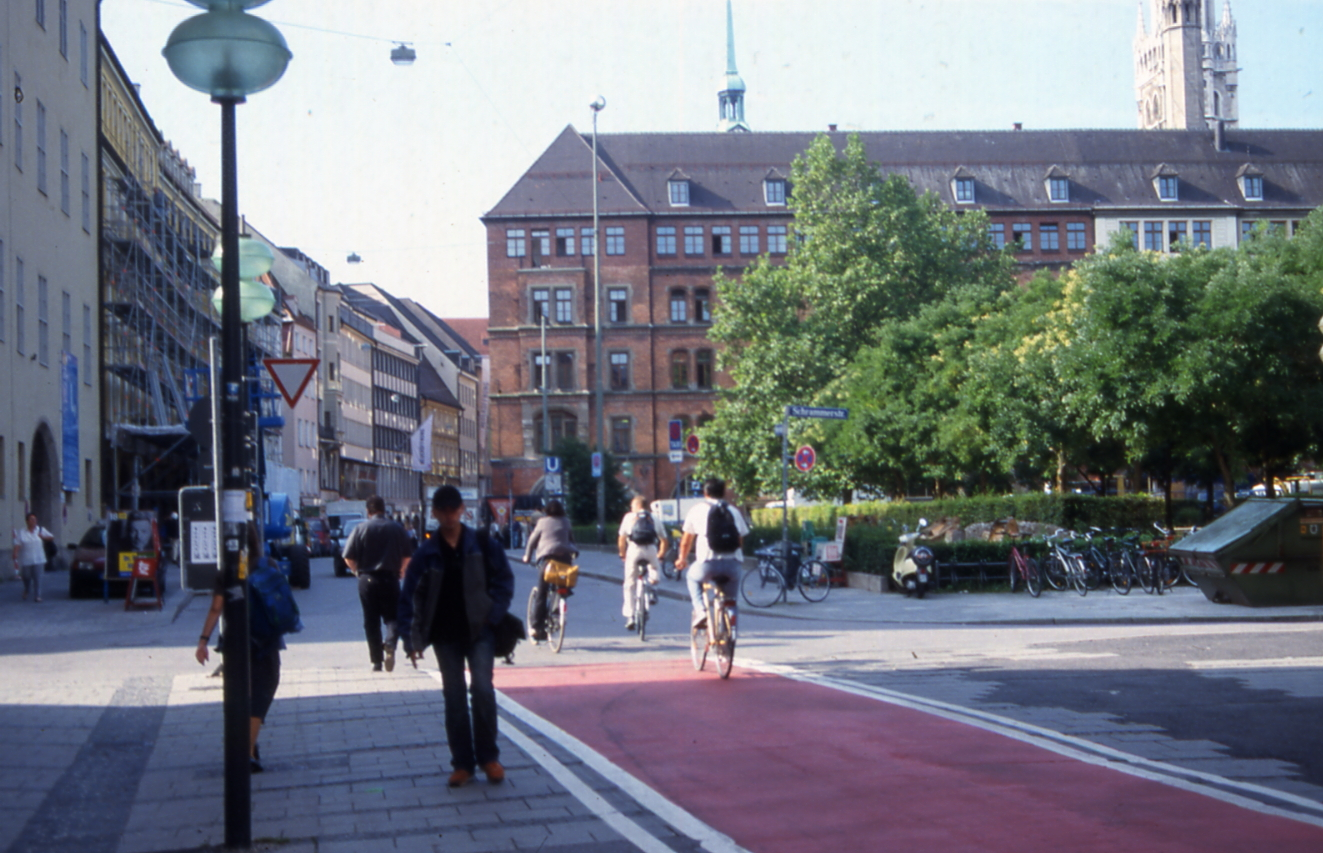
Veloroute in der Münchener Innenstadt

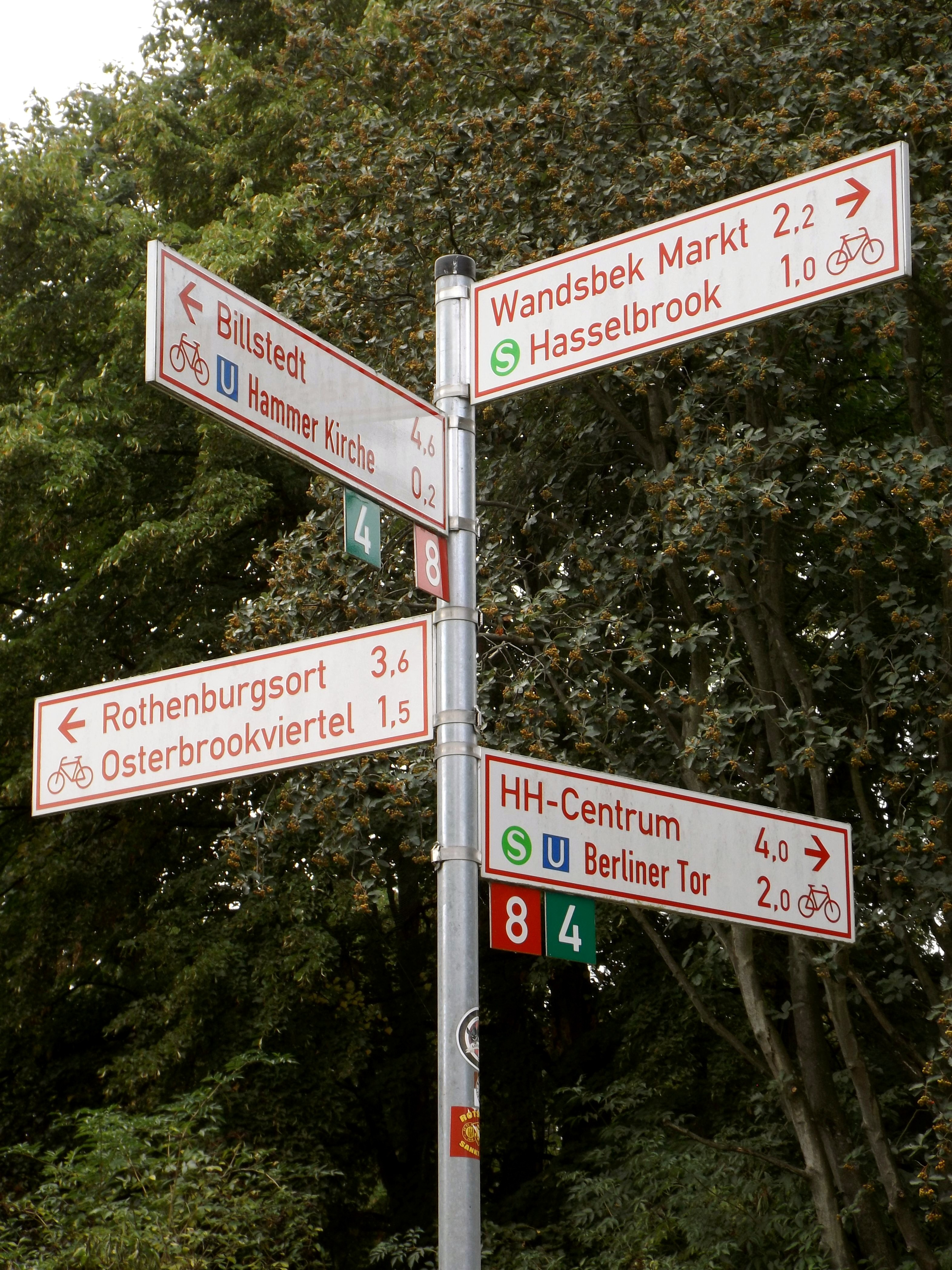
Fahrrad-Wegweiser in Hamburg mit farbigen Nummern (rot: Veloroute, grün: Freizeitroute)

Als Veloroute werden zumeist innerstädtische Radrouten bezeichnet. Sie verzahnen sich in vielen Städten zu einem gut ausgeschilderten Wegenetz für den unmotorisierten Verkehr. Wie der Wortbestandteil ‚Velo‘ (frz. für ‚Fahrrad') andeutet, wurden die ersten Velorouten in Schweizer Städten eingerichtet. In der Schweiz werden allerdings auch überörtliche Wegweisungen als Velorouten bezeichnet, etwa die des landesweiten Netzes Veloland Schweiz. 
Velorouten in Städten und Ballungsräumen dienen im Unterschied zu Radwanderwegen vorrangig dem Alltagsverkehr. Tragende Rollen für die Nutzbarkeit der Velorouten kommen der Planung und Umsetzung lokaler Radverkehrskonzepte zu.
In Hamburg werden seit dem Veloroutenkonzept Ende der 1990er Jahre Velorouten als stadtweite Hauptrouten für den Alltags-Radverkehr geplant und ausgebaut. Sie werden dort unterschieden von Freizeitrouten und Radfernwegen, die auf kurzen Abschnitten durchaus die gleiche Streckenführung haben können. In der Fahrrad-Wegweisung werden sie durch andersfarbige Nummern von den Freizeitrouten unterschieden.

## Elemente

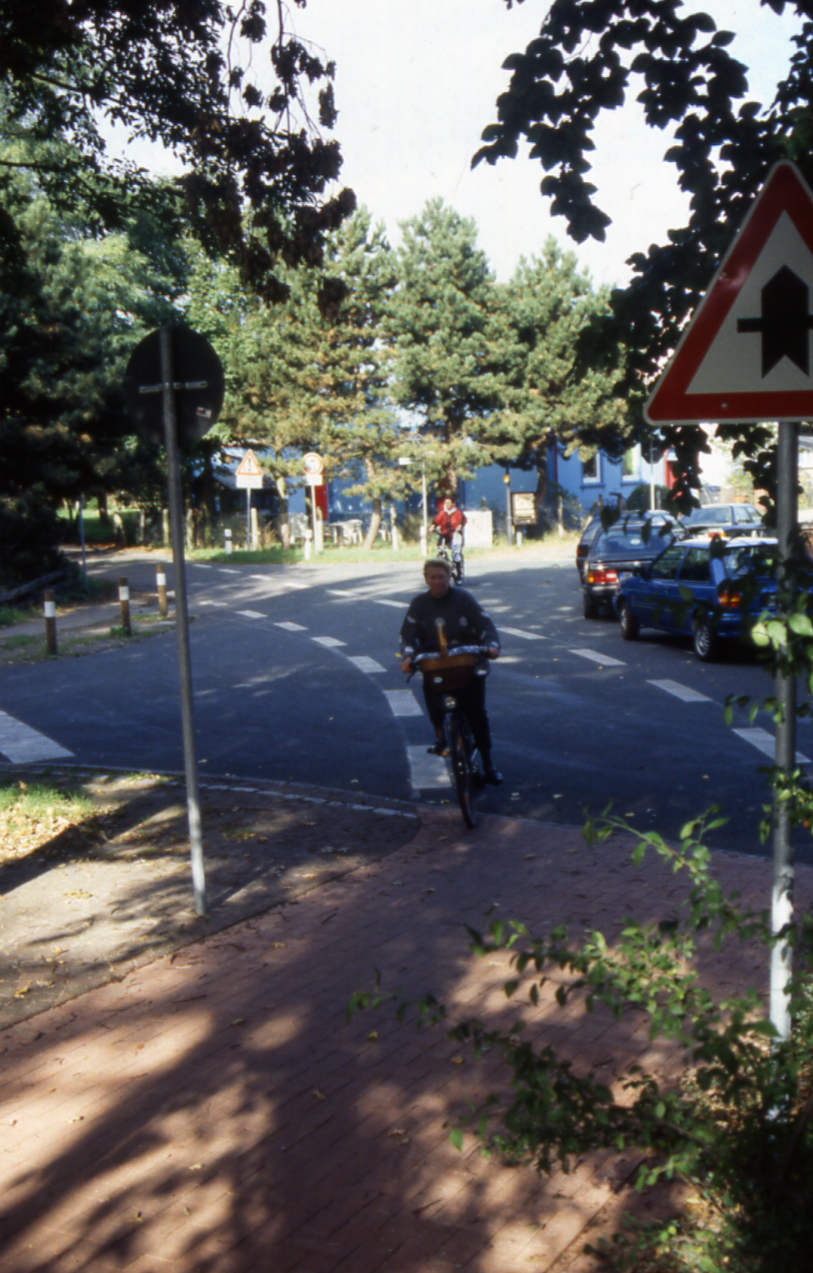
Veloroute mit Vorfahrt in Bremen-Oslebshausen

Velorouten erleichtern den Radnutzern, abseits von Autolärm und Abgasen zügig auch längere innerstädtische Strecken zurückzulegen. Im Verlauf einer Veloroute können Fahrradfahrer auf den verschiedenen Verkehrsanlagen geführt werden. Dies können Fahrbahnen von Straßen sein (möglichst Kfz-verkehrsarm oder Tempo-30-Zonen), Radverkehrsanlagen an verkehrsreichen Straßen oder autofreie Wege, wie z. B. selbstständige Radwege.
Auf Velorouten sollte Radfahren sicher, schnell und angenehm sein. So sollten die benutzten Wege idealerweise mit maschinengefertigtem Asphalt versehen sein. Kfz-Verkehrsregelungen wie Durchfahrtssperren und Einbahnregelungen sollten die Autobelastung in verwendeten Straßen vermindern, so dass die Hauptroute des Radverkehrs für Autofahrer in eine Folge von Sackgassen und Schleifen zerlegt wird. Teilen einer Veloroute kann auch der Status einer Fahrradstraße gegeben werden, so dass Radfahrer nebeneinander fahren dürfen (Situation in Deutschland). Im Falle bergiger Topografie sollten Velorouten so angelegt werden, dass Steigungen für Radfahrer optimal verteilt sind. Nicht zuletzt sind Führungen an Kreuzungen wichtig, die die Auto-Geschwindigkeiten verringern (geometrische Gestaltung), für Radfahrer aber Zeitverluste, Umwege und häufiges Richtungswechseln vermeiden (keine Zickzackführung) und Staubereiche des Autoverkehrs umfahren oder besser verlegen.
Die Reisezeiten des Radverkehrs lassen sich durch verschiedene Maßnahmen verringern:
- direkte Linienführung
- entsprechend der Verkehrsbelastung ausreichende Breite zum gegenseitigen Überholen
- widerstandsarme Oberflächen (Asphalt statt Betonpflaster)
- kurze Rotphasen an signalgeregelten Kreuzungen, z. B. durch vom Fußgängerverkehr getrennte Signalisierung und durch mehrere Grünphasen je Programmumlauf.
- Grüne Wellen für den Radverkehr
- Querungshilfen in Form von Mittelinseln statt „Fußgängerampeln“ zur schnelleren Querung von verkehrsreichen Straßen. Dabei ist auf in Radfahrrichtung kantenfreie Führung und für Fahrräder mit Anhänger ausreichende Stellflächen zu achten.
- Vorfahrt der Radfahrer auf der Veloroute als Hauptroute des städtischen Verkehrs. Dazu gibt es mehrere, auch bereits untersuchte Anwendungsfälle, z. B. in Hannover oder Bremen (siehe Foto).
- niveaufreie Führung an Kreuzungen von Hauptverkehrsstraßen und Schienenbahnen

Wenn auf längeren Abschnitten durch Vorfahrt des Radverkehrs an Kreuzungen oder niveaufreie Führungen die Reisegeschwindigkeit und Reichweite der Fahrradfahrer erhöht wird, so spricht man von Radschnellwegen (deren Kriterien nur in Nordrhein-Westfalen verbindlich definiert sind), oder, mit bundesweit eindeutig durch die FGSV definierten Kriterien, von Radschnellverbindungen.

## Routenführung und Information

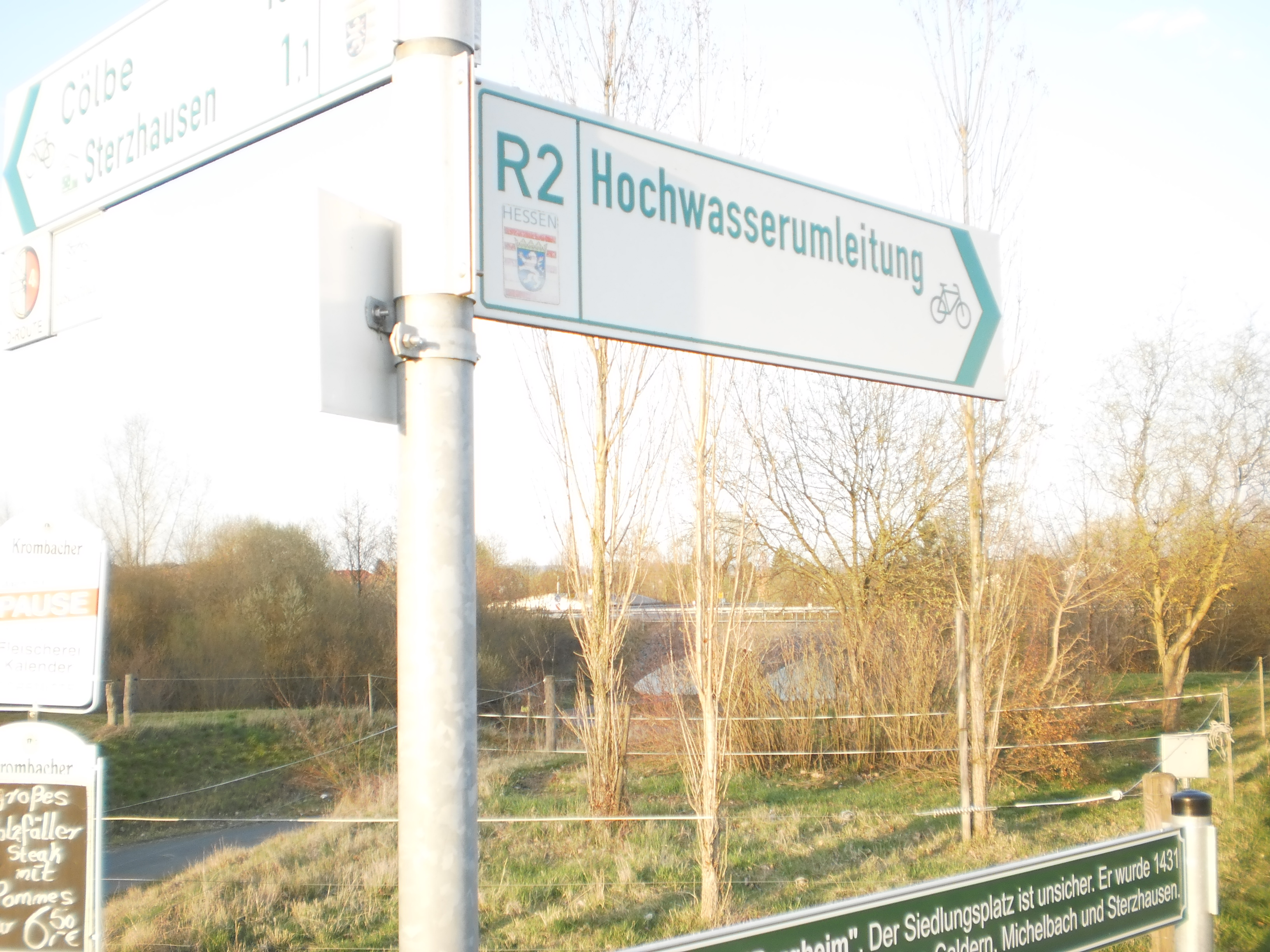
Wegweiser mit Hochwasserumleitung am Lahntalradweg

Velorouten können auch streckenweise mit überörtlichen Radfernwegen zusammenfallen. Obwohl beide angenehm befahrbar sein sollen, stellen Velorouten als Alltagsverbindungen andere Anforderungen an die benutzten Wege und Straßen als touristische Routen. Velorouten sollten allwettertauglich, auch bei Dunkelheit und möglichst zügig befahrbar sein. Unübersichtliche Wege und solche mit starkem Fußgängerverkehr sind für Velorouten wenig geeignet. Während Sehenswürdigkeiten für Radwanderer Höhepunkte darstellen, sind sie für Alltagsradler eher Orte mit lästigem Autoverkehr und Fußgängergedränge.
Jede einzelne Veloroute ist üblicherweise Teil eines Netzkonzeptes. Manche Städte wie etwa München und Berlin haben wichtige Velorouten mit Nummern oder Namen benannt, um die Identifikation und Orientierung zu verbessern. Radfahrer sollten auf Velorouten durchgängige Fahrradwegweisung mit Symbol oder Routennummer und Zielangaben vorfinden. Andere Städte setzen auf Zielwegweisung ohne Routensymbole.
Hilfreich ist eine Veröffentlichung des Veloroutennetzes in Stadtplänen, in Faltblättern zu einzelnen Routen oder in Routenplanern im Internet oder als App für Smartphones.

## Beispiele
Inzwischen haben die meisten deutschen Großstädte innerstädtische Fahrradwegweisungen, einige auch ausgeschilderte Routen radverkehrsgerecht umgestaltet. Darum sind hier statt einer Liste mit Vollständigkeitsanspruch nur herausragende Beispiele erwähnt:
- Eine der ersten deutschen Städte mit Velorouten war Kassel, eine Stadt mit relativ wenigen straßenbegleitenden Radwegen und sehr hügeliger Geografie.
- Ein Beispiel der Kombination von baulichen Verbesserungen an entscheidenden Stellen, verlässlicher Wegweisung und gelungener Information in Radlstadtplan und Internet bietet das Münchener Radlnetz. Siehe auch: Fahrradverkehr in München
- Das Radverkehrsnetz NRW ist in den meisten Landesteilen auf die Bedürfnisse der Alltagsradler ausgerichtet und etliche Städte haben im Rahmen dieses landesweiten Konzeptes sich gute Veloroutennetze ausgeschildert.
- Das Hamburger Velorouten-Netz soll bis 2020 auf eine Gesamtlänge von 280 Kilometer ausgebaut werden. Es wird ergänzt durch ein 400 Kilometer umfassendes Netz von Freizeitrouten.